# Đại hội Đảng Cộng sản Việt Nam lần thứ X

Một pano kêu gọi thực hiện nghị quyết của Đại hội X

Đại hội Đảng Cộng sản Việt Nam lần thứ X, được gọi chính thức là Đại hội Đại biểu toàn quốc lần thứ X, là đại hội lần thứ mười của Đảng Cộng sản Việt Nam, được tổ chức từ ngày 18 đến 25 tháng 4 năm 2006 tại Hà Nội. 1.176 đại biểu, đại diện cho 3,1 triệu đảng viên, đã tham dự lễ khai mạc.
Chủ đề của Đại hội là: "Nâng cao năng lực lãnh đạo và sức chiến đấu của Đảng, phát huy sức mạnh toàn dân tộc, đẩy mạnh toàn diện công cuộc đổi mới, sớm đưa nước ta ra khỏi tình trạng kém phát triển".
Đại hội đã bầu Ban Chấp hành Trung ương gồm 160 Ủy viên chính thức và 21 Ủy viên dự khuyết, với Bộ Chính trị gồm 14 thành viên.

## Diễn biến trước Đại hội
Ngày 3 tháng 2 năm 2006, lãnh đạo Đảng Cộng sản đã phát động phong trào xin ý kiến nhân dân về Dự thảo Báo cáo của Đảng. Trong thời hạn một tháng Văn phòng Trung ương Đảng đã nhận trên 1.400 lá thư góp ý về đường lối đảng. Ngoài ra người dân cũng gửi ý kiến của mình (thư viết tay, thư điện tử) đăng trên các phương tiện thông tin đại chúng.
Nhiều báo chí Việt Nam đã mở các diễn đàn, đưa ý kiến của các trí thức về định hướng của Đảng. Những ý kiến đề nghị chỉnh sửa đáng chú ý nhất gồm có: việc đảng viên làm kinh tế tư nhân, địa vị của Đảng Cộng sản trong Điều 4 của Hiến pháp, và việc bầu ủy viên Trung ương dự khuyết.
Vụ PMU 18 đã gây xôn xao dư luận tại Việt Nam. Đại tướng Võ Nguyên Giáp đã viết thư gửi Đảng Cộng sản yêu cầu chính thức đưa vụ PMU18 vào nghị trình họp của Đại hội Đảng. Bộ trưởng Bộ Giao thông Vận tải Đào Đình Bình xin từ chức, Thứ trưởng Nguyễn Việt Tiến bị bắt tạm giam. Cùng với hai quan chức này, Phó Tổng cục trưởng Tổng cục Cảnh sát Cao Ngọc Oánh đã rút tên ra khỏi danh sách dự đại hội vì có liên quan đến vụ này.

## Diễn biến trong đại hội
Trừ lễ khai mạc và bế mạc, diễn biến trong đại hội không công khai cho báo chí. Lần đầu tiên, các đại biểu được quyền đề cử Tổng Bí thư. Các nhà quan sát dự đoán Thủ tướng Phan Văn Khải và Chủ tịch nước Trần Đức Lương sẽ về hưu.
Đại hội đã bầu Ban Chấp hành Trung ương mới với 160 Ủy viên chính thức và 21 Ủy viên dự khuyết. Tổng Bí thư Nông Đức Mạnh được bầu lại nhiệm kỳ thứ hai. Bộ Chính trị mới gồm có 14 ủy viên và Ban Bí thư có 8 ủy viên.

## Quan điểm mới
Đảng viên làm kinh tế tư nhân không giới hạn về quy mô - Việc Đại hội ra Nghị quyết cho phép Đảng viên của Đảng được làm kinh tế tư nhân, kể cả kinh tế tư bản tư nhân là bước tiến quan trọng trong nhận thức của Đảng Cộng sản Việt Nam sau 20 năm đổi mới, thể hiện bước đột phá trong thay đổi tư duy của Đảng Cộng sản Việt Nam.

## Danh sách Bộ Chính trị và Ban Bí thư Ban Chấp hành Trung ương khóa X
| STT | Họ và tên         | Chức vụ                                                                                   |
| --- | ----------------- | ----------------------------------------------------------------------------------------- |
| 1   | Nông Đức Mạnh     | Tổng Bí thư                                                                               |
| 2   | Trương Tấn Sang   | Thường trực Ban Bí thư                                                                    |
| 3   | Nguyễn Văn Chi    | Bí thư Trung ương, Chủ nhiệm Ủy ban Kiểm tra Trung ương                                   |
| 4   | Nguyễn Minh Triết | Chủ tịch nước                                                                             |
| 5   | Nguyễn Tấn Dũng   | Thủ tướng                                                                                 |
| 6   | Nguyễn Phú Trọng  | Chủ tịch Quốc hội                                                                         |
| 7   | Phùng Quang Thanh | Bộ trưởng Quốc phòng                                                                      |
| 8   | Lê Hồng Anh       | Bộ trưởng Công an                                                                         |
| 9   | Phạm Quang Nghị   | Bí thư Hà Nội                                                                             |
| 10  | Lê Thanh Hải      | Bí thư Thành phố Hồ Chí Minh                                                              |
| 11  | Tô Huy Rứa        | Bí thư Trung ương, Trưởng ban Tuyên giáo Trung ương, Chủ tịch Hội đồng Lý luận Trung ương |
| 12  | Hồ Đức Việt       | Bí thư Trung ương, Trưởng ban Tổ chức Trung ương                                          |
| 13  | Nguyễn Sinh Hùng  | Phó Thủ tướng Thường trực                                                                 |
| 14  | Phạm Gia Khiêm    | Phó Thủ tướng, Bộ trưởng Ngoại giao                                                       |
| 15  | Trương Vĩnh Trọng | Bí thư Trung ương Đảng, Phó Thủ tướng                                                     |

- Thành viên Ban Bí thư: Nông Đức Mạnh, Trương Tấn Sang, Nguyễn Văn Chi, Tô Huy Rứa, Hồ Đức Việt, Trương Vĩnh Trọng, Lê Văn Dũng, Tòng Thị Phóng, Ngô Văn Dụ, Hà Thị Khiết.